# Gracilinanus ignitus
Gracilinanus ignitus eller Cryptonanus ignitus är en utdöd pungdjursart som beskrevs av Díaz, Flores och Rubén Marcos Barquez 2002. Gracilinanus ignitus ingår i släktet Gracilinanus och familjen pungråttor. Inga underarter finns listade. Enligt Voss et al. (2005) bör arten räknas till det nya släktet Cryptonanus.
Arten var liksom Cryptonanus unduaviensis en av de större medlemmarna i släktet. Den hade i motsats till Cryptonanus unduaviensis kortare molara tänder (alla molarer tillsammans kortare än 5,5 mm) och ingen vitaktig päls på undersidan. Håren på buken var däremot ljus orange. Ovansidan var täckt av gråbrun päls. Liksom hos andra släktmedlemmar var hela kroppslängden (med svans) mindre än 260 mm och svansen var liksom hos Cryptonanus unduaviensis längre än 110 mm. Svansen var bara glest täckt med hår och hörntänderna var påfallande stora.
Individer av arten hittades under tidig 1960-talet i skogar i norra Argentina (provins Jujuy) men den vetenskapliga beskrivningen ägde först 2002 rum. Skogarna omvandlades till jordbruksmark och pungdjuret antas därför vara utdött.